# Turrilatirus craticulatus
Turrilatirus craticulatus là một loài ốc biển, là động vật thân mềm chân bụng sống ở biển thuộc họ Fasciolariidae.